# Отдельные участки, присоединённые к Москве в 2012 году

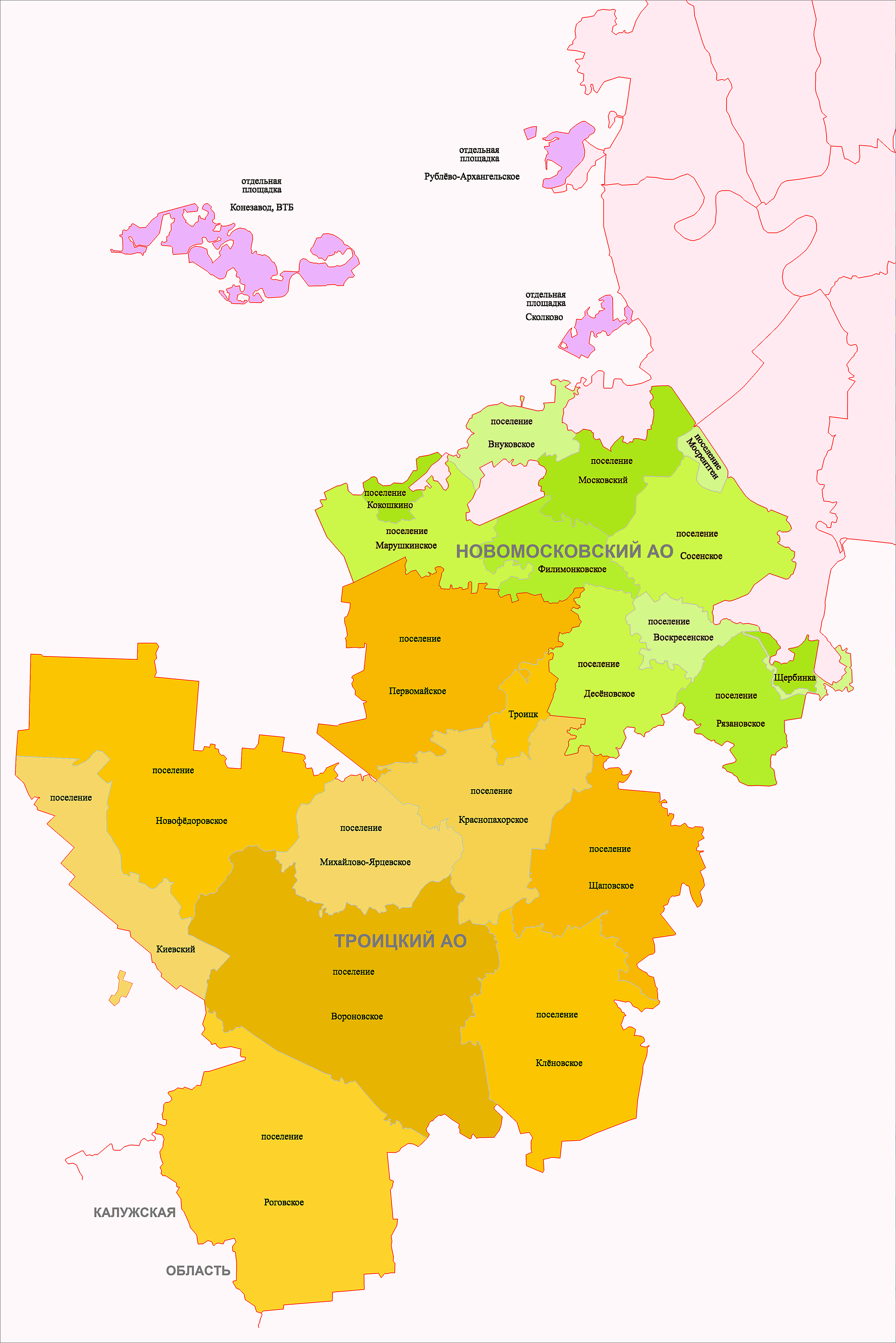
Карта административного устройства Новой Москвы

Отдельные участки, присоединённые к Москве в 2012 году, — обобщающее название территорий, присоединённых в 2012 году к Москве, вошедших в состав районов Кунцево (Конезавод, ВТБ, Рублёво-Архангельское) и Можайский (Сколково) Западного административного округа.
Отдельными административно-территориальными и муниципальными единицами не являются. В соглашении об изменении границы от 29 ноября 2011 года фигурируют в качестве участков, что позволило соблюсти обязательства, установленные законом города Москвы об особенностях организации местного самоуправления на присоединяемых к Москве территориях. Согласно этому закону, все существующие на момент присоединения муниципальные образования сохраняют свои статус и полномочия, какие у них были до присоединения к Москве.
Встречается неофициальное обозначение отдельные площадки Москвы.
Обозначение отдельные территории в Постановлении Правительства Москвы№ 294-ПП от 17 мая 2013 года «Об общемосковских классификаторах» относится к поселениям Троицкого и Новомосковского административных округов, из всех трёх участков на 2020 год в Общемосковском классификаторе территорий значится лишь одно Сколково.

## Сколково
Участок «Сколково» (в Соглашении об изменении границы от 29 ноября 2011 года он фигурирует в качестве «участка № 2»), располагавшийся на территории городского поселения Новоивановского Одинцовского района, вошёл 1 июля 2012 года в состав района (внутригородского муниципального образования муниципального округа) Можайский.

## Конезавод, ВТБ
Участок «Конезавод, ВТБ» (в Соглашении об изменении границы между субъектами Российской Федерации городом Москвой и Московской областью от 29 ноября 2011 года в качестве «участка № 3»), располагавшийся на территории сельских поселений Ершовского и Успенского Одинцовского района, вошёл 1 июля 2012 года в состав района (внутригородского муниципального образования муниципального округа) Кунцево.

## Рублёво-Архангельское
Участок «Рублёво-Архангельское» (в Соглашении об изменении границы от 29 ноября 2011 года он фигурирует в качестве «участка № 4»), располагавшийся на территории городского поселения Красногорск Красногорского района и сельского поселения Барвихинского Одинцовского района, вошёл 1 июля 2012 года в состав района (внутригородского муниципального образования муниципального округа) Кунцево.